# Trackback
A trackback egyike azon három linkback módszernek, melyekkel egy weboldal szerzői értesítést kérhetnek arról, amikor valaki valamelyik oldalukhoz linkel. Ez lehetővé teszi az egy-egy oldalra irányuló linkek számontartását, s elsősorban a blogok egymás közti kommunikációjának javítása a célja. A trackback specifikációt a Six Apart cég hozta létre és először a Movable Type blogszoftverükben került alkalmazásra 2002-ben. Azóta a legtöbb blogszoftver szintén tartalmazza ezt a funkciót.
Ha egy blog szerzője egy másik blog egy bejegyzésére hivatkozik és nem a bejegyzés URL-jét, hanem a trackback linkjét használja, akkor - amennyiben ez engedélyezve van - a hivatkozott bejegyzés kommentjei között erről megjelenik egy értesítés.

## Külső hivatkozások
- Hivatalos specifikáció